# السفارة السعودية في الدنمارك
سفارة المملكة العربية السعودية في الدنمارك، هي بعثة دبلوماسية سعودية تقع في العاصمة الدنماركية كوبنهاغن ويترأس البعثة سفير خادم الحرمين الشريفين فهد بن معيوف الرويلي.

## وصلات خارجية
- موقع سفارة المملكة العربية السعودية السعودية في الدنمارك
- (بالعربية) وزارة الخارجية السعودية
- (بالإنجليزية) Ministry of Foreign Affairs of Kingdom of Saudi Arabia